# Moteur boxer Alfa Romeo
Le moteur boxer Alfa Romeo est un moteur thermique automobile à combustion interne, essence quatre temps, avec quatre cylindres à plat de type boxer (flat-four) alésés directement dans le monobloc en fonte, refroidi par eau, avec au total deux ou quatre arbres à cames en tête, commandés par une courroie de distribution crantée, avec deux culasses hémisphériques en aluminium, deux ou quatre soupapes par cylindre. Ce moteur a été commercialisé en sept versions, monté longitudinalement, produit à Arese de 1971 à 1997.
Cette technologie a été développée pour des compétitions, en l'appliquant d'abord à la Tipo 33 de course, et plus tard à la Formule 1.
En 1977, Alfa Romeo remporte le championnat du monde des voitures de sport avec le prototype de la 33 SC 12 (avec un châssis en alliage d'aluminium), animé par un moteur à plat 12-cylindres de trois litres, déjà monté sur le 33 TT 12, mais avec une puissance portée à plus de 520 ch, pour une vitesse maximale de 350 km/h. Dans la dernière course du championnat en 1977, sur le circuit de Salzbourg, l'Alfa propose une version turbo du moteur boxer 12-cylindres, avec une cylindrée réduite à 2 134 cm3, pour une puissance maximum de 640 ch.
Dans le domaine des véhicules de série, le moteur boxer apparaît pour la première fois dans l'Alfasud, en 1972, dans sa version 1 186 cm3 de 63 ch. Il équipera ensuite l'ensemble des Alfa Romeo du segment C avant de terminer sa carrière sous le capot des 145 et 146, en 1997.

## Cylindrées

### 1200
La première version a une cylindrée de 1 186 cm3, elle a été installée sur l'Alfasud en 1971. L'asésage est de 80 mm et une course de 59 mm. Les puissances varient de 63 à 69 ch. Le sens de rotation de ce moteur est horaire (côté distribution).
Applications :
- 1971-1983 : Alfa Romeo Alfasud
- 1984-1986 : Alfa Romeo Arna
- 1984-1986 : Nissan Cherry
- 1983-1995 : Alfa Romeo 33

### 1300
La course a été allongée à 64 mm. Deux versions ont été produites de 1 296 et 1 351 cm3. La deuxième était la plus courante. La puissance initiale est de 76-80 ch. Sur certaines Alfa Romeo 33, Alfa Romeo 145 et 146, la puissance était de 90 ch.
Applications :
- 1977-1983 : Alfa Romeo Alfasud
- 1983-1995 : Alfa Romeo 33
- 1984-1986 : Nissan Cherry Europe
- 1994-1997 : Alfa Romeo 145 et 146

### 1500

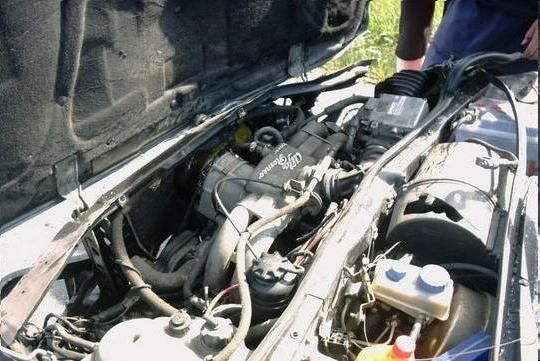
Moteur boxer Alfa Romeo

La version 1 490 cm3 a été produite de 1978 à 1987. À cette époque, il devient la variante la plus populaire des boxer Alfa Romeo, et après l'Alfasud, il sera reconduit, tout comme le 1,3L, dans les modèles qui succèderont à cette dernière les années suivantes. Il avait une puissance comprise entre 85 et 105 ch et constituait la plus grande cylindrée montée sur l'Alfasud.
Clan, un petit constructeur nord-irlandais, utilise également ce moteur dans sa Clover.
Applications :
- 1978-1983 : Alfa Romeo Alfasud
- 1984-1986 : Alfa Romeo Arna
- 1984-1986 : Nissan Cherry Europe
- 1983-1995 : Alfa Romeo 33
- 1985-1986 : Clan (en) Clover

### 1600
La version 1 596 cm3 à huit soupapes a été produite de 1994 à 1997. Il développe une puissance de 103 ch.
Applications :
- 1994-1997 : Alfa Romeo 145 et 146

### 1700
La version 1 712 cm3 a été produite de 1986 à 1995. Il s'agit de la cylindrée la plus élevée. La puissance varie entre 105 et 118 ch.
Applications :
- 1986-1989 : Alfa Romeo Alfasud Sprint
- 1986-1995 : Alfa Romeo 33

### 1700 16V
En 1989, la version à seize soupapes et quatre ACT (au total) du 1 712 cm3 fait son apparition. Il s'agit de la variante la plus puissante, étant donné qu'il offre une puissance de 137 ch (132 ch pour la version catalysée) à 6 500 tr/min et un couple de 15,1 m kg à 4 300 tr/min. Il est doté d'une injection électronique Bosch de type ML 4.1 (Alfa 33) ou M 2.10.3 (Alfa 145/146) ; dans les deux configurations, ont été trouvés quatre papillons, un pour chaque ligne d'aspiration. Il s'agit du dernier moteur boxer produit par Alfa Romeo.
Applications :
- 1989-1995 : Alfa Romeo 33
- 1994-1997 : Alfa Romeo 145 et 146

## Histoire

### Génèse avec l'Alfasud
A la fin des années 60, Alfa Romeo décida d'étendre ses ambitions et de tenter de toucher un public plus large. Le constructeur se lance alors dans la construction d'une berline innovante et accessible, gardant la philosophie sportive typique de la marque. C'est ainsi que fut créée l'Alfasud, la première compacte de la firme milanaise, mais aussi le premier modèle à s'équiper d'une traction avant en lieu et place de la propulsion arrière.
A cette occasion, Alfa Romeo a développé un nouveau moteur inédit dans sa gamme grand public, puisque disposant ses 4 cylindres à plat et se plaçant en position longitudinale : c'est la naissance du boxer Alfa.
Dans sa toute première version commercialisée, il porte sa cylindrée à 1,2 l (1 186 cm3) et développe 63 ch. Il s'agit donc d'un petit moteur modeste, destiné à équiper un véhicule populaire. Néanmoins, sa capacité à monter dans les tours et sa sonorité rageuse lui offrent un caractère sportif fidèle à la réputation du constructeur.
L'Alfasud connaît alors un certain succès, et Alfa Romeo développe une version Ti en 1973, toujours équipé du boxer 1,2 l avec une puissance portée à 68 ch grâce à l'utilisation de nouveaux arbres à came. Par la suite, en 1976, cette déclinaison de la compacte italienne adoptera une inédite version du boxer, avec une cylindrée portée à 1,3 l (1 286 cm3) pour une puissance passée à 75 ch. On retrouve également ce moteur dans la variante coupé de l'Alfasud, la Sprint.
En 1977, l'Alfasud connaît un premier restylage, et un an plus tard, les motorisations proposent deux nouvelles évolutions : le moteur 1,3 l voit sa cylindrée portée à 1 351 cm3 pour une puissance de 71 ch, tandis qu'un nouveau moteur 1,5 l (1 490 cm3)  de 84 ch fait son apparition.
Le second restylage, plus profond, de l'Alfasud, intervenu en 1980, est l'occasion pour Alfa Romeo d'apporter une modification majeure pour les moteurs équipant les versions Ti : les 1,3 l (1 351 cm3) et 1,5 l (1 490 cm3) adoptent un carburateur double corps et voient leur puissance portée respectivement à 86 et 95 ch. Ces blocs équipent également la variante Sprint Veloce, tandis que le 1,5 l est proposé en 1982 dans une version luxueuse de la berline, la Quadrifoglio Oro.
Enfin, une ultime évolution arrive sur le 1,5 l et porte sa puissance à 105 ch. Elle prend place sous le capot de l'Alfasud 1.5 Ti, en remplacement de l'ancienne version, qui reste néanmoins proposée dans une nouvelle variante nommée Quadrifoglio Verde, ainsi que sous celui de la Sprint 1.5 Veloce.

### Arna et relève japonaise avortée
À la fin des années 70, l'Alfasud est vieillissante et pâtit de sa mauvaise réputation face à la corrosion. Alfa Romeo a bien conscience du fait que ce modèle ne lui permettra pas d'accroitre ses parts de marché face aux modèles du groupe Fiat que sont la Ritmo et sa cousine Lancia Delta, sorties plus récemment, et surtout face à la Volkswagen Golf qui domine le secteur en Europe.
Or, le restylage de 1980 risque d'être insuffisant tandis que le développement de la remplaçante de l'Alfasud, la future Alfa 33, est encore loin d'être suffisamment avancé pour tenir des délais courts. C'est dans ce contexte qu'Alfa Romeo décida de s'associer à Nissan pour créer une entreprise jointe, la Alfa Romeo Nissan Autoveicoli, ou ARNA, en octobre 1980.
Chacune de deux parties avait un intérêt particulier dans ce rapprochement : côté italien, il s'agissait de pouvoir lancer rapidement une berline compacte pour assurer l'intérim entre l'Alfasud et la 33, et côté japonais, c'était un moyen de pénétrer le marché européen, protégé par des droits de douane.
Cette association lança le développement de l'Alfa Romeo Arna, qui est une Nissan Pulsar (Cherry en Europe) rebadgée sur laquelle la firme milanaise adaptera les moteurs boxer issus de l'Alfasud, à l'exception du 1,5 l de la Quadrifoglio Verde.
Malheureusement, Alfa Romeo rencontre des difficultés imprévues à insérer ses boxers sous le capot des Nissan, trop étroit, et doit étudier une nouvelle implantation des blocs, ce qui entraîne des retards dans la production ainsi qu'une hausse des coûts. Finalement, l'Arna est commercialisée en 1983, la même année que la 33. Sa ligne japonaise, à l'opposé des productions habituelles de la marque, entraîne un rejet massif de la clientèle, et elle subit la concurrence interne de la 33. En dépit de qualités certaines, notamment sur la fiabilité, et des moteurs boxer, c'est un échec industriel et commercial.
Cette association est toutefois l'occasion pour Nissan de proposer sa propre variante de la Pulsar à moteur Alfa Romeo, la Pulsar Milano, commercialisée à la fois au Japon et en Europe.

### Maturité avec l'Alfa 33
En 1983, Alfa Romeo lance la véritable remplaçante de l'Alfasud, l'Alfa 33. Il s'agit en fait d'une évolution profonde de la précédente compacte, avec une carrosserie et un intérieur totalement inédits, et des évolutions destinées à optimiser le coût de fabrication, tel que l'adoption de freins à tambours à la place des disques à l'arrière.
La 33 est initialement lancée avec les moteurs 1 351 cm3 à carburateur simple corps et 1 490 cm3 à carburateur double corps, développant respectivement 79 et 95 ch, et issus de l'Alfasud. À la suite de l'arrêt de la production de l'Alfasud, en 1984, d'autres variantes du boxer arrivent sous le capot de la 33, et notamment le 1 351 cm3 à carburateur double corps de 86 ch, dans la version 1.3S, et le 1 490 cm3 porté à 105 ch, dans la version sportive 1.5 Quadrifoglio Verde.
Son premier restylage en 1986 sera l'occasion d'introduire une toute nouvelle cylindrée, de 1 712 cm3, développant dans un premier temps 114 ch dans une version à poussoirs mécaniques, puis 118 ch à l'arrivée de poussoirs hydrauliques en 1987. Elle est installée dans la variante Quadrifoglio Verde, dont l'appellation est alors abandonnée sur le 1.5 pour être remplacée par "Ti".
Les carburateurs simple et double corps, associés à une conception sportive des boxer, rendent ces moteurs particulièrement gourmands en carburant, ce qui devient un défaut de plus en plus pesant pour les 33. En 1988, Alfa Romeo décide d'introduire une injection électronique Bosch sur le 1 712 cm3, dans une version réduite à 110 ch qui sera commercialisée aux côtés de la variante à carburateurs.
En 1989, Alfa Romeo, qui était en grandes difficultés et fut rachetée 3 ans auparavant par Fiat, n'a pas de réelle nouveauté pour segment et doit alors trouver une solution satisfaisante pour faire face aux modèles plus modernes et plus aboutis de la concurrence, telles que la Renault 19 ou la Volksvagen Golf. Le constructeur décide donc de restyler profondément la 33, avec une carrosserie grandement revue.
Dans un premier temps, les motorisations ne subissent que des évolutions mineures : les carburateurs simple corps disparaissent, et ne restent que le 1.3S, qui voit sa puissance augmenter de 2 ch (soit 88 ch), et le 1.5, qui demeure avec une puissance de 105 ch, mais perd l'appellation Ti. La motorisation 1,7 l n'est conservée que dans sa version à injection de 110 ch.
En 1993, dans un souci de moderniser les boxer et d'optimiser la carburation de manière à baisser la consommation, l'injecteur électronique est généralisé, et cette évolution s'accompagne d'un catalyseur imposé par les normes anti-pollution : les versions 1.3 I.E., 1.5 I.E. et 1.7 I.E. remplacent toutes les versions précédentes, et si le plus petit des moteurs gagne deux chevaux, passant de 88 à 90 ch, les deux autres subissent une perte, passant de 105 à 97 ch pour le 1,5 l, et de 110 à 107 ch pour le 1,7 l.
Outre cette perte de puissante, le passage à l'injection diminue la souplesse des boxer et altère quelque peu la sonorité et le caractère des versions à carburateurs. Alfa Romeo en a conscience, et n'attribue d'ailleurs pas le rôle de la sportive de la gamme à la version 1.7 I.E., dont disposait la version à carburateurs. Au contraire, pour replacer la motorisation haut de gamme à un niveau de performance plus en adéquation avec le concept d'une compacte sportive, et opposer une meilleure résistance face aux concurrentes de l'époque, le 1 712 cm3 adopte une inédite culasse 16 soupapes et donne naissance à la version 1.7 I.E. 16V de 137ch. Ce nouveau moteur devient le fleuron de la gamme, mais, jugé creux en bas régime, il n'arrive pas à faire de la 33 une concurrente inquiétante des Golf GTI et autres Peugeot 309 GTI.

### Fin de carrière avec les 145 et 146
En 1986, les grandes difficultés financières rencontrées par Alfa Romeo poussent l'Etat italien, son principal actionnaire, à céder la firme milanaise à Fiat. Ce dernier intègre sa nouvelle acquisition dans son programme de rationalisation de la production pour l'ensemble du groupe : les nouveaux modèles de la marque au trèfle seront désormais construits autour de la banque d'organes Fiat.
C'est d'ailleurs dans cet ordre d'idée que l'Alfa 75 fut remplacée par la 155, construite autour de la plateforme et des motorisations de la Fiat Tipo, à l'instar de nombre de productions des segments C et D du groupe, telles que la Fiat Tempra, ou les Lancia Delta et Dedra. Fiat compte l'utiliser comme plateforme commune et la décliner pour les futurs modèles des années 90.
Ainsi, c'est en partant de ce principe que la plateforme de la Tipo est imposée à Alfa Romeo pour concevoir la remplaçante de la 33 : ce sera la naissance de la 145 en 1994, et de sa variante 5 portes, la 146, l'année suivante. Comme pour la 155, la maison-mère turinoise prévoyait d'installer ses propres moteurs à 4 cylindres en ligne, dits "Pratola Serra", agrémentés d'une touche Alfa Romeo sous la forme du Twin Spark. Mais la production de moteurs était insuffisante pour espérer commercialiser les 145 et 146 dans des délais raisonnables, et c'est ainsi que la relève de la 33 fut d'abord lancée avec les moteurs boxer Alfa Romeo sous le capot.
Si le 1.3 I.E. et le 1.7. I.E. 16V sont conservés tels quels avec la même puissance que sur la 33 pour le 1.3 mais avec une diminution de 8 ch (à 129) pour le 1.7, le 1,5 l voit son alésage et sa course augmenter pour devenir un 1,6 l (1 596 cm3) de 103 ch. Ce sera la seule évolution concédée par Fiat, qui ne souhaite pas investir en développement sur des moteurs qui ne font qu'assurer l'intérim avant l'arrivée des futurs Twin Spark.
De fait, les boxer ne sont pas modernisés et souffrent de performances laborieuses assorties d'une consommation excessive, d'autant qu'ils sont installés dans des véhicules qui pèsent environ 200 kg de plus que les 33. La version 1.7 16V ne parvient pas à assurer le rôle de sportive de la gamme, tel qu'elle le faisait sur la 33.
Cette tâche est finalement attribuée à la variante Quadrifoglio Verde de la 145, lancée en 1995, et à la version Ti de la 146, commercialisée quelques mois plus tard. Celles-ci sont équipées du moteur 4 cylindres en ligne de 2,0 l issu du groupe Fiat et agrémenté du double-allumage Alfa Romeo Twin Spark pour une puissance de 150 ch. Dans la foulée, les versions 1.4, 1.6 et 1.8 de la famille Twin Spark prendront la place des boxer, qui disparaissent définitivement de l'offre Alfa Romeo.